# Josefová
Josefová (německy Neu-Josefsthal) je zaniklá osada ležící v obci Jindřichov. Byla opuštěna v 50. letech 20. století, protože se ji po odsunu německého obyvatelstva nepodařilo osídlit.

## Dějiny
Osada byla založena v roce 1734 k zajišťování provozu sklárny. Původně zde žily čtyři sklářské rodiny. Po zrušení sklárny v roce 1790 přišli do vsi další osadníci. Velký úbytek obyvatel nastal již za druhé světové války, kdy byli dospělí muži odvedeni do armády. Po válce došlo k odsunu velké části obyvatelstva. Během 50. let osada zanikla. Do současné doby se z osady dochoval pouze jeden objekt – hájenka.